# Uvularia sessilifolia
Uvularia sessilifolia är en tidlöseväxtart som beskrevs av Carl von Linné. Uvularia sessilifolia ingår i släktet Uvularia och familjen tidlöseväxter. Inga underarter finns listade i Catalogue of Life.

## Bildgalleri

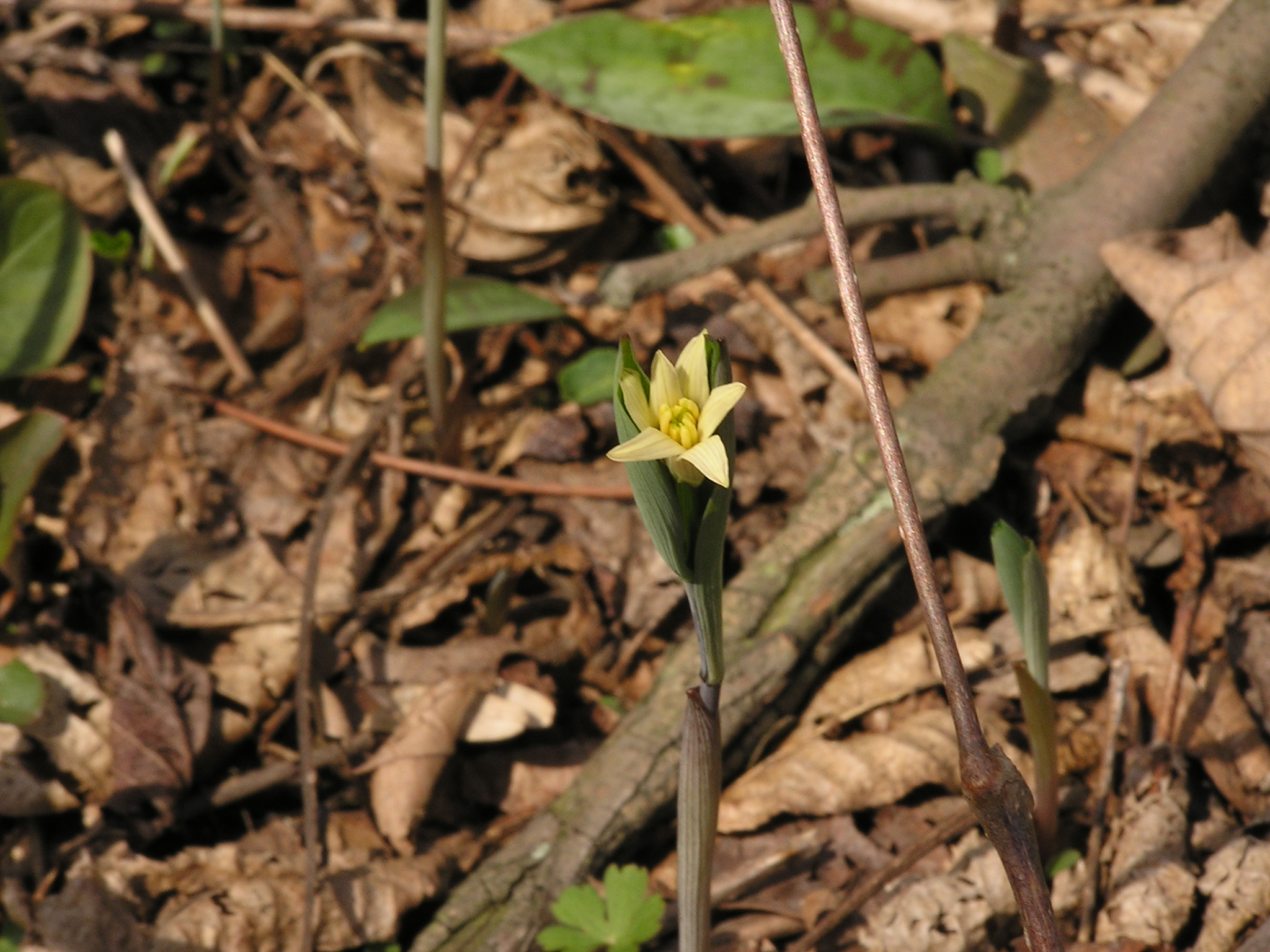
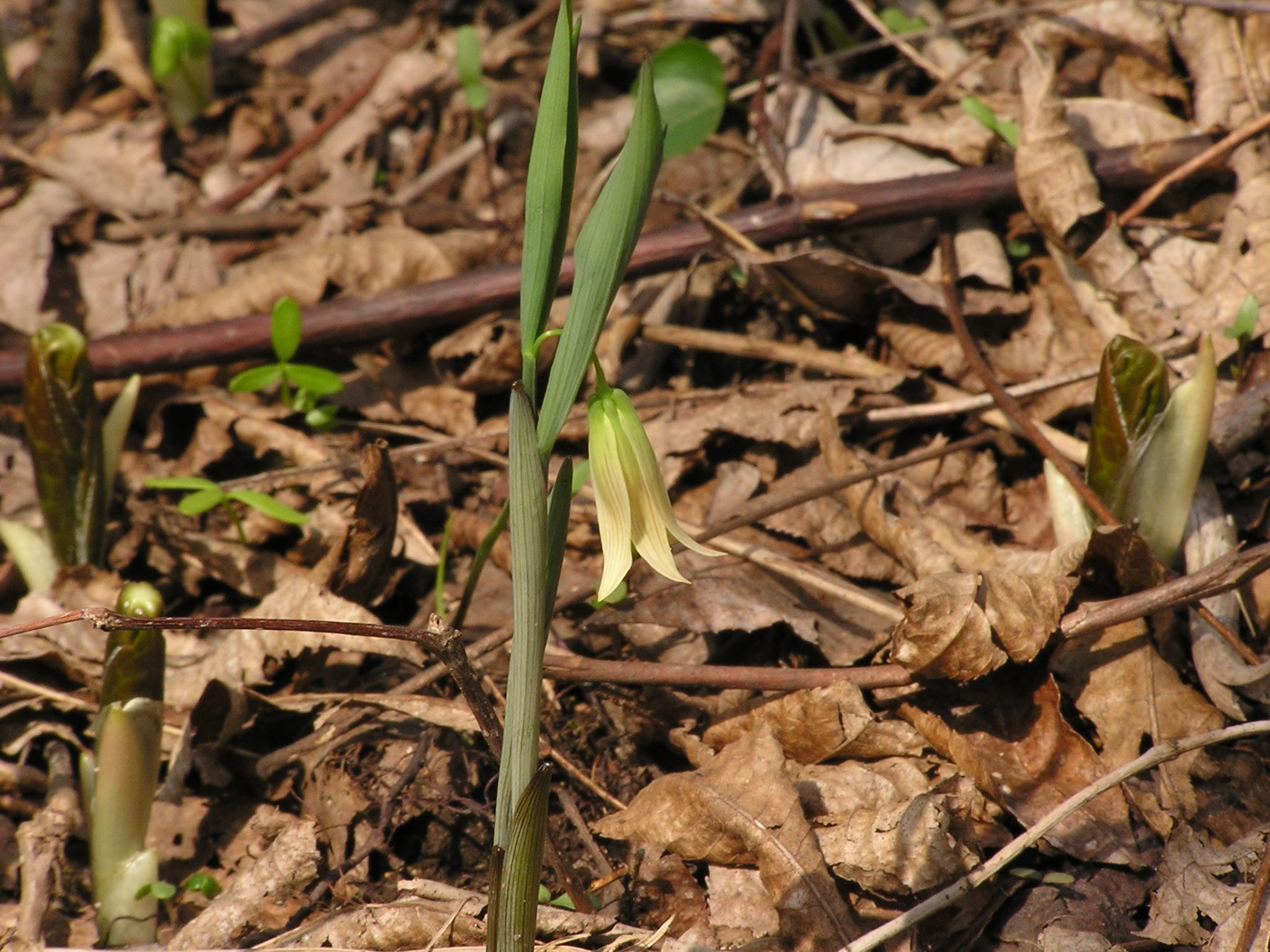
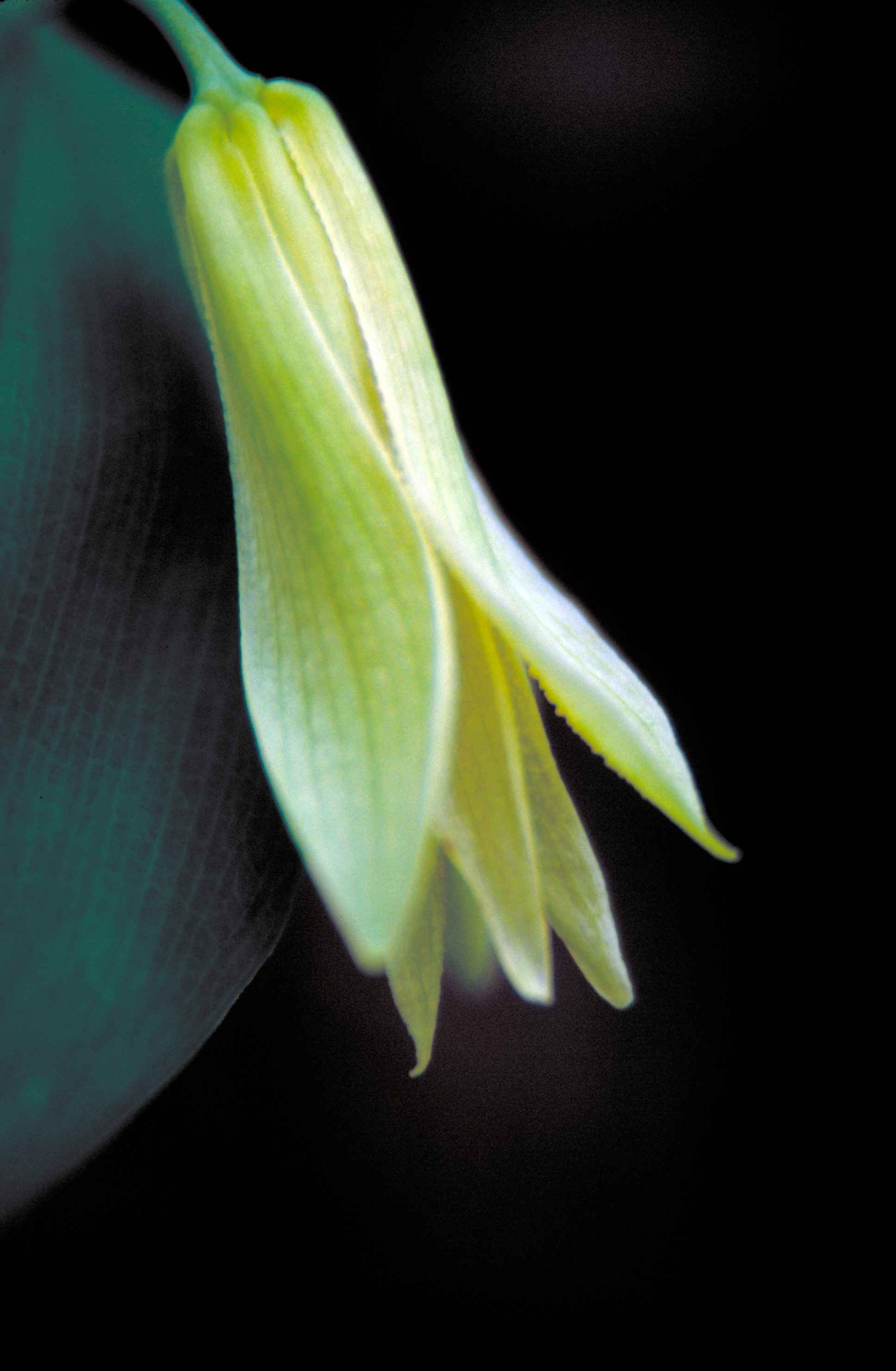